# Теодор Корона Музаки
Теодор Корона Музаки (Теодор III Mузака) (ум. 1449, Берат) — албанский феодал из рода Музаки. Участник албанского восстания против турок (1432—1436) и один из основателей Лежской лиги (1444).

## Семья
Теодор Корона Музаки происходил из знатного албанского рода Музаки, чьи владения располагались до Кастории (в современной Греции) конце XIV и начале XV века. Согласно Гьону Музаки, родители Теодора Музаки имели трёх сыновей (Гьон, Теодор и еще один) и двух дочерей (Комита и Куранна).
Албанский хронист Гьон Музаки сообщал, что Теодор унаследовал контроль над Бератом от своего отца Андрея III Музаки. Неизвестно, когда род Музаки подчинил своей власти замок Берат. Отец Теодора Андрей Музаки упоминается в 1389 и 1393 годах уже не как правитель Берата, а как почетный гражданин.
Род Музаки враждовал с сербским правителем Марко Кралевичем. Перед 1396 годом (год смерти Марко) Теодор Музаки, наверно, был молодым человеком, который участвовал в этом конфликте. Это объясняет, почему он упоминается в сербской и южнославянской эпической поэзии как Корун, враг Марко.
В конце 1411 года Никита Калам Топия потерпел поражение в бою от войска Теодора Корона Музаки. Это событие было зафиксировано в венецианских источниках, составленных 29 февраля 1412 года. Никита Топия попал в плен и был освобожден при вмешательстве Дубровника в 1413 году, уступив роду Музаки некоторые свои земли у реки Шкумбри.
В 1417 году турки-османы захватили крепость Берат, столицу рода Музаки.
В 1437—1438 год, когда санджакбеем Албании был Якуб-бей, сын Теодора Музаки, последний поднял восстание против турок в районе Берата. Этот бунт, как и предыдущее албанское восстание 1432—1436 годов, было подавлено турецкими войсками.
В 1444 году Теодор Корона Музаки стал одним из основателей Лежской лиги, созданной албанскими феодалами для борьбы с османской агрессией.